# زرفت (كرند)
زرفت (بالإنجليزية: Zeroft)‏ هي مستوطنة تقع في إيران في خراسان الجنوبية. يقدر عدد سكانها بـ 22 نسمة .